# Чернобилска авария
Вижте пояснителната страница за други значения на Чернобил.
Чернобилската авария е тежка промишлена авария, възникнала на 26 април 1986 година в съветската Чернобилска атомна електроцентрала.
Обикновено тя се приема за най-тежката авария в историята на ядрената енергетика, като наред с аварията на АЕЦ Фукушима I от 2011 година, тя е едно от двете събития от ниво 7 по Международната скала за ядрени събития.
Аварията предизвиква облак от радиоактивни отпадъци, който преминава над части от СССР, Източна Европа и Скандинавия. Обширни райони в днешните Украйна, Беларус и Русия са замърсени, а около 200 хил. души са евакуирани от родните си места. Близо 60% от радиоактивните отпадъци падат на територията на Беларус.
Инцидентът повдига въпроса за безопасността на съветската ядрена енергетика, като за известно време забавя развитието ѝ. СССР, а след разпадането му – Русия, Украйна и Беларус понасят значителни разходи за обеззаразяване и здравеопазване, вследствие на чернобилската авария.

## Централата в Чернобил
Строежът на централата започва през 1970 г. При настъпването на инцидента атомната централа разполага с 4 атомни реактора, въведени в експлоатация съответно през 1977, 1978, 1981 и 1983 г. Реакторите на централата са от тип РБМК (реактор с висока мощност канален) и използват графитен забавител. Основната причина за използването на този тип реактори е, че те са били със значително по-висока мощност от еквивалентните реактори с воден забавител строени по това време (през 1970-те години най-мощният реактор ВВЕР произвеждан в СССР е ВВЕР-440 (440 MW), а най-мощните реактори РБМК са били РБМК-1000 (1000 MW)).
Реакторите от тип РБМК са разработени след първите реактори от тип ВВЕР и до инцидента в Чернобил са смятани за един от най-надеждните типове реактори строени на територията на СССР. Конструктивно предимство на тези реактори е, че те позволяват презареждане на реактора по време на работа (т.е. без спиране на производството за презареждане). Оказва се, че в конструкцията на първото поколение реактори от тип РБМК има допуснати редица грешки, една от които е достатъчно сериозна, за да предизвика най-сериозната авария в историята на атомната енергетика.
Интересен факт е, че 3 години преди аварията в Чернобил става авария с реактор от подобен тип (1-во поколение РБМК-1500) в Игналинската АЕЦ (Литва). Аварията в гр. Игналина възниква при условия, които са до известна степен подобни с чернобилската авария – при работа на реактора на висока мощност сработва аварийната защита (с цел бързо понижаване на мощността на реактора), която, поради същия конструктивен дефект, вместо да понижи мощността на реактора, временно я повишава многократно, като довежда до изключително сериозна повреда в активната зона на реактора, но въпреки това игналинският РБМК оцелява.
Инцидентът в Игналина е бил известен на конструкторите на чернобилските реактори (тъй като се случва именно по време на строежа на 4-ти блок в Чернобил). Въпреки това не са взети мерки за промяна на конструкцията на управляващите реакцията пръти на реакторите от тип РБМК, тъй като се е считало, че причината за аварията в Игналина е била грешка на оператора.
На 2 февруари 1984 г. официално започва работа по установяване и предотвратяване на условията, при които възниква положителен коефициент на реакцията в реакторите от тип РБМК. Този проект се развива изключително бавно и неефикасно.
Едва след Чернобилската авария (26 април 1986 г.) се правят достатъчно сериозни анализи, които показват, че единственият начин да се достигне до аварийна ситуация от такъв мащаб е комбинация от неправилни действия на персонала (в случая на АЕЦ-а) и конструктивен дефект във водещата част на управляващите реакцията пръти.
След инцидента в Чернобил в конструкцията на реакторите от тип РБМК се внасят редица промени, които довеждат до така нареченото второ поколение реактори РБМК. При тези реактори е невъзможно да се достигне положителен коефициент на реакцията, което означава, че при тях е невъзможно да се повторят процесите довели до аварията в Чернобил.

## Хронология на събитията
Строежът на Чернобилската атомна централа започва през март 1970 г. През 1972 г. е избран типът реактор, който ще се инсталира – РБМК-1000. Първите мощности заработват на 26 септември 1977 г., когато първи енергоблок е пуснат в експлоатация. Той е последван от втори блок в края на 1978 г. По време на изграждането му КГБ намира проектни отклонения и нарушения на конструкцията и монтажа. На 3 декември 1981 г. е пуснат в експлоатация трети енергоблок.
На 9 септември 1982 г. става авария в първи енергоблок, при която част от ядрото се разтопява. Степента на аварията е оповестена публично чак през 1985 г. Реакторът е ремонтиран и пуснат в експлоатация след няколко месеца.
Четвърти блок започва работа на 21 декември 1983 г. През февруари 1986 г. министърът на енергетиката и електрификацията на Украинската ССР Виталий Скляров заявява в интервю за списание „Советская жизнь“, че шансът за разрушаване на активната зона на реактора в Чернобил е около 1:10 000.
На 25 април 1986 г. малко след полунощ започва постепенното намаляване на мощността на реактора. Към 3:47 часа сутринта е достигнато ниво от 1600 MW. По обяд е поискано мощността да се задържи на това ниво поради енергийните нужди на Киев. Без това забавяне, тестът е щял да бъде проведен по време на дневната смяна. Към 23:10 часа започва понижаване на мощността, а в полунощ идват работниците от нощната смяна.
26 април 1986 г. Тестът се ръководи от зам.-главен инженер Анатолий Дятлов. Началник-смяна е Александър Акимов, който наставлява 25-годишния старши инженер Леонид Топтунов зад пулта за управление на реактора. Зад управлението на турбините стои старши инженер Игор Киршенбаум, а водните помпи се управляват от старши инженер Борис Столярчук. 28 минути след полунощ мощността вече е паднала до 500 MW и продължава да спада. В опит да я задържат, операторите изключват локалния автоматичен регулатор на мощността. Те или не дават сигнал на системата да се задържи мощността на нужното ниво, или системата не отговаря на сигнала. Това довежда до неочаквано и бързо падане на мощността до 30 MW. Към този момент реакторът вече е бил „отровен“, намирайки се в ксенонова (йодна) яма, която силно ограничава реактивността чрез абсорбиране на неутрони. За да се повиши мощността, е взето решение да се извлекат почти всички регулиращи пръти от реактора. Така към 01:00 часа е достигната мощност от 200 MW. В 01:19 часа е спряна автоматичната система за изключване на реактора, тъй като нивото на водата в барабан-сепараторите е опасно ниско.
Тестът започва в 01:23:04 с изключването на захранването на турбината. Целта е да се включват резервните дизелови генератори, но при това има забавяне от 40 – 45 секунди, което поражда риск от прегряване на реактора. Въпросът е колко ефективно инерцията на спиращата турбина може да задвижва водните помпи, преди да се включат резервните дизелови генератори. С намаляването на потока вода, охлаждащ реактора, се създава голямо количество пара под налягане в реактора, която кара 350-килограмовите канали на реактора да заподскачат. По това време мощността вече расте неконтролируемо. В 01:23:40 Акимов взема решение да активира аварийната система за понижение на мощността АЗ-5. Тя има за цел да вкара обратно всички регулиращи пръти в активната зона и реакцията да бъде спряна напълно. Поради налягането на парата в каналите на реактора, регулиращите пръти не успяват да влязат докрай. Тези пръти, съставени от бор, имат краища от графит, който довежда до мигновено и драстично покачване на мощността. За секунди мощността достига над 120 пъти проектната мощност, а температурата на активната зона достига хиляди градуси. В 01:23:49 настъпва взрив, който разрушава активната зона на реактора, изхвърляйки във въздуха неговия тежащ над 1000 тона капак. В разрушената активна зона навлиза въздух, който реагира с ядреното гориво, при което към 01:24 настъпва втори още по-силен взрив. Корпусът на четвърти блок е разрушен, а в атмосферата се изхвърлят радиоактивна пара, частици от горивото на реактора, графит, както и други компоненти от активната зона на реактора. Избухва пожар. В 01:26:03 е извикана пожарна, а към 01:28 пристигат първите пожарникари. Към този момент единствена жертва на аварията е Валерий Ходемчук, който загива при взрива. В 5 часа сутринта е спрян трети енергоблок, който на другия ден е последван от блокове 1 и 2. Към 6:35 пожарът е напълно изгасен, но горивото в избухналия реактор продължава да тлее.
На 27 април към 10 ч. сутринта вертолети започват да пускат смес от боросъдържащи вещества, олово и доломити. Към 14 ч. започва евакуацията на град Припят.
Строежът на саркофага около избухналия реактор започва през юни и е завършен през ноември 1986 г. На 2 октомври 1986 г. близо до 4-ти енергоблок хеликоптер Ми-8 закача кабел на кран на три метра от турбинната зала, катастрофира и екипажът му от четирима души загива. Първи и втори блок са пуснати отново в експлоатация съответно през октомври и ноември. Работата на трети енергоблок (идентичен с избухналия четвърти) е възстановена през декември 1987 г. Окончателно централата спира работа на 15 декември 2000 г. със спирането на трети енергоблок. Въпреки че оттогава централата не произвежда електроенергия и всички блокове са спрени вследствие на аварията от 1986 г., историята на Чернобилската АЕЦ далеч не свършва през декември 2000 г. През следващите години е поръчана и построена по-дълготрайна защитна обвивка около реактора на 4-ти енергоблок.

## Аварията в Чернобил

### Причини за аварията
Аварията в АЕЦ „Ленин“ става на 26 април 1986 г. Тя е считана за най-тежката в историята на ядрената енергетика. На 26 април на 4-ти реактор се провежда учение на персонала за спиране на реактора при затруднени условия, както и тестване на самозахранваща система. Това учение е продиктувано донякъде от един инцидент станал няколко години по-рано, когато израелска ракета удря иракска атомна централа, която има същия тип РБМК реактор. Имитира се авария в електропреносната мрежа на Украйна, при която реакторът и неговото управление не получават енергия от съседни електроцентрали. Въртящият се по инерция вал на турбината би трябвало да произвежда ток още няколко часа, достатъчен за собствените нужди на реактора. През това време персоналът трябва да спре реактора.
Счита се, че процедурните нарушения и конструкционните недостатъци на реактора са основната причина за инцидента. Роля играе и недостатъчната комуникация между операторите и служителите, отговарящи за безопасността.
На 1 май 1986 г. Алексей Ананенко, Валерий Беспалов и Борис Баранов влизат само с акваланги, без защитно облекло на смъртоносна мисия в басейна под реактора, за да отворят ръчно крановете. Като по чудо, и тримата оцеляват, като двама от тях (Ананенко и Беспалов) през 2018 г. получават орден „За мъжество“ ІІІ степен от украинския президент Петро Порошенко. Баранов получава наградата посмъртно (умира през 2005 г.).

### Аварията
Мощността на реактора е намалена на 1600 MW вместо обичайните за него 3200 MW, за да се осигури безопасно протичане на тренировката. На практика изходната мощност пада до 30 MW, което води до увеличаване на концентрацията на поглъщащия неутрони ксенон-135 (известно като ксенонова/йодна яма), който е продукт на делене от ядрата на уран-235 и се натрупва в активната зона на реактора при намаляване на мощността. При опит да се възстановят желаните първоначално 1000 MW, концентрацията на ксенон-135 ограничава мощността до около 200 MW. За да се компенсира въведената отрицателна реактивност от натрупания ксенон-135, управляващите пръти, служещи за регулиране на скоростта на верижната реакция на делене, са извадени от активната зона на реактора над допустимата височина според инструкциите за безопасност.
Тъй като циркулацията на охлаждащата вода в реактора е намалена, охладителят се нагрява много бързо до степен на кипене и образува парни джобове в тръбите, които го пренасят. Една от особеностите на графитния реактор РБМК е големият положителен температурен коефициент на реактивност (мощностен и паров), което означава, че мощността на реактора расте с увеличаване на концентрацията на парата поради понижения топлообмен и намалено забавяне на неутроните. Тъй като произвежданата от реактора мощност бързо се увеличава, операторите се опитват да спрат реактора като нареждат аварийно ръчно спиране, което означава бързо и пълно вкарване на управляващите реакцията пръти в зоната на реактора. Графитните върхове на прътите временно изместват охладителя, поради което тези действия на практика ускоряват реакцията и нагряването на реактора. В рамките на няколко секунди мощността на реактора скача до около 30 000 MW. Прътите с ядрено гориво започват да се топят, а налягането на парата бързо се увеличава и предизвиква голям взрив, съпроводен от изгаряне на водород от охладителя. Този взрив изхвърля и разрушава капака на реактора, тежащ над 1000 тона, разкъсва охладителните тръби и разрушава част от покрива. Когато въздухът влиза в съприкосновение с графитния забавител от вътрешността на реактора, графитът също се възпламенява. По-голямата част от последвалото радиоактивно замърсяване е резултат от огъня, който разпръсква радиоактивните частици високо в атмосферата. Разтопените графит, горивни пръти и много други материали достигат температура от над 1200 °C и започват да прогарят дъното на реактора. Смесвайки се с разтопен бетон и тежки метали, те образуват полутечен материал, подобен на лава.

### Непосредствени последици
Веднага са приети в болница 213 души, от които умират 31. 28 от тях умират от остра лъчева болест. Повечето са пожарникари и спасители, които се опитват да овладеят аварията, неуведомени за опасността от радиоактивния дим. Пряко от взрива загива само един човек. От зоната на инцидента са евакуирани общо 135 000 души, в това число и 45 000 от съседния град Припят.

### Овладяване на аварията
Две минути след взрива и активирането на пожарната аларма пристигат първите пожарникари. В гасенето на пожара участват общо 69 души от военизираните пожарни части на централата. Те нямат никаква защита, тъй като наличието на радиация е установено едва в 3:30 часа през нощта. Към 2:00 часа пожарникарите вече имат „радиационен загар“ и повръщат. Помощ им е оказвана на място. Свидетели от пожарникарите (които по-късно умират) споменават, че по време на потушаването на пожара изпитват метален вкус и боцкане по лицето. Пожарникарите успяват да спрат огъня от разпространение към трети енергоблок, тъй като покривът на централата е съставен от битум, вместо от огнеупорни материали. Гасенето е подпомогнато от вертолети, които изсипват над 5000 тона пясък, глина, олово и борна киселина върху тлеещия реактор.
От радиационното замърсяване най-тежко пострадва Беларус, следван от Украйна и Русия. Около 14,4% (29 900 km2) от територията на Беларус е замърсена с 37 – 185 kBq/m2. В България са замърсени 4,3% (4800 km2) от територията със същите концентрации. Разпространението на радиоактивните прахове зависи от метеорологичните условия и голяма част от тях падат из места с голяма надморска височина (като Алпите). Поради високата концентрация на радиация около централата след аварията, гората в околността придобива червен цвят и умира, поради което тя е наречена „Червена гора“. Някои животни също загиват или спират да се размножават.
Жителите на Припят са осведомени за аварията едва на другия ден. Евакуацията на града започва с автобуси от 14:00 часа на 27 април. За един час 53-хилядното население е евакуирано, като му е казано, че евакуацията ще продължи само три дни. Два дни след аварията тя е направена публична по телевизията чрез 20-секундно обявление:
| „ | В Чернобилската АЕЦ е станала авария. Един от реакторите е повреден. Последиците от инцидента се отстраняват. Предоставя се помощ на засегнатите хора. Съставена е разследваща комисия. | “ |

Десет дни след аварията е установена забранена зона в радиус от 30 km около централата и започва евакуация на населението в нея.
Партийното ръководство на Украйна, силно разтревожено от аварията, се интересува дали другите реактори може да продължат да работят, за да бъде изпълнен планът по производство на електроенергия.
За да се икономисат средства, реакторът е нямал допълнителен обезопасяващ контур, в който да останат частите от евентуално авариралия реактор. Това позволява на радиоактивното замърсяване да се разнесе в атмосферата. Изграденият след аварията в чернобилската централа „Ленин“ бетонен саркофаг всъщност „замества“ този липсващ защитен контур. Саркофагът е построен скоро след аварията за рекордно кратко време, с проектирано време на живот максимум от 30 години, при първоначално (по-късно е установено, че не са измерени точно и са занижени) натрупаните данни и предположения за активността на ядрото и вече остарява. Има опасения от пропадане на покрива, което може да доведе до повторно изхвърляне на радиоактивен прах. През ноември 2017 г. е завършен дългогодишният строеж на новия саркофаг, наречен „Арка“, който се разполага върху старата бетонна обвивка. Предвижда се трайността му да е 100 години.
Битката за овладяването на аварията, и предпазването от появата на втори взрив, който би залял цяла Европа с радиоактивен прах, така както е залят Припят, е струвала на СССР 18 милиарда тогавашни американски долара (приблизително 50 милиарда сегашни), изсипани за по-малко от 6 месеца. Това, комбинирано с последвалия срив на цените на нефта на международния пазар (цената пада на 1/3), създава сериозна дупка в бюджета и началото на тежка икономическа криза в СССР.
Над 600 000 запасняци, военни и граждани работят по затварянето на реактора и овладяването на всички заплахи (втори взрив, заразяването на река Припят, намаляване на радиоактивния прах и затварянето му в 30-километровата зона, ограничаването на опасността радиацията да бъде разпространена от животни, изграждането на обходна стена, изграждането на саркофага и т.н.) в опасната зона през първите 6 месеца. По време на работите по разчистването се използват дистанционно управляеми машини, които да преместват най-радиоактивните остатъци, но те започват да се повреждат поради тежките условия. Така най-радиоактивните материали биват изчиствани с лопати от чернобилските ликвидатори – военните части, които носят тежка защитна екипировка (наричани биороботи от военните). Тези войници могат да работят само по 40 секунди на покрива на централата, поради изключително високата радиация от парчетата изхвърлен графит. Въпреки че всеки войник е трябвало да изпълни тази роля само веднъж, много от тях я извършват по пет или шест пъти. Самият реактор е покрит с торби пясък, олово и борна киселина, пуснати от вертолети. Голяма част от използваните превозни средства в овладяването все още стоят паркирани в поле близо до Чернобил.

## Органи за борба с аварията

### ВСССР
В СССР е сформирана комисия за борба с чернобилската авария в състав:
- Председател: Борис Шчербина – зам.-председател на Министерския съвет на СССР
- Зам.-председател: Всеволод Мураховский– първи зам.-председател на Министерския съвет на СССР и председател на Държавния агропромишлен комитет на СССР (ГОСАГРОПРОМ).

Членове:
- акад. Евгений Чазов – министър на здравеопазването на СССР
- Михаил Бусигин – министър на горската промишленост на СССР
- маршал Сергей Ахромеев – началник на Генералния щаб на Въоръжените сили на СССР

Комисията отива на мястото на аварията ден по-късно, на 27 април 1986 г., като установява щетите, а със заповед на началника на Генералния щаб на Съветската армия маршал Сергей Ахромеев в района са развърнати поделения на Въоръжените сили на СССР.

### ВНародна република България
През април 1986 г. е сформиран правителствен щаб за аварията в Чернобил в състав:
- Председател: Григор Стоичков – заместник-председател на Министерския съвет
- Първи заместник-председател: Алекси Иванов – министър на земеделието и горите
- Заместник-председател: акад. Радой Попиванов – министър на народното здраве
- Секретар: проф. Любомир Шиндаров – първи заместник-министър на народното здраве и главен санитарен инспектор на НРБ.[12]

Членове:
- ген. полк. Борис Карамфилов – заместник-министър на народната отбрана
- ст. н. с. Никола Белев – председател на ДО „Ветеринарно дело“, началник на държавния ветеринарно-санитарен контрол и главен ветеринарно санитарен инспектор на НРБ
- чл. кор. Васил Чичибаба – заместник-председател на Селскостопанската академия и главен неин научен секретар
- полковник Киро Киров – секретар на правителствената комисия за борба със стихийните бедствия и аварии.

Населението не е достатъчно информирано. В печата се поместват съобщения, омаловажаващи истинските размери на катастрофата. В същото време партийните и държавните служители са снабдявани с лекарства и храни от незаразени източници. Поради информационното затъмнение, на първомайската манифестация хиляди граждани маршируват под пролетния радиоактивен дъжд. През 1990 година е образувано дело по случая от Главна прокуратура и като обвиняеми са привлечени Григор Стоичков, заместник министър-председател (1977 – 1989) и кандидат-член на Политбюро на ЦК на БКП и Любомир Шиндаров, главен санитарен инспектор по време на аварията и заместник-министър на здравеопазването.